# Guitar Boogie (canção)
"Guitar Boogie" é uma canção instrumental de guitarra gravada por Arthur "Guitar Boogie" Smith em 1945. Foi uma das primeiras gravações no estilo batizado posteriormente de "hillbilly boogie" a alcançar um público maior e, eventualmente, vendeu quase três milhões de cópias. Foi uma das primeiras canções instrumentais de guitarra a subir nas paradas de música country e, depois, cruzar para as paradas de música popular e, nelas, conseguir atingir altas posições. "Guitar Boogie" foi interpretada e gravada por diversos músicos. Está entre as canções consideradas como a primeira gravação de rock and roll.

## Canção original
"Guitar Boogie" é uma canção instrumental no estilo boogie de doze compassos, modelada em obras de piano do gênero boogie-woogie. Smith toca as partes de piano na guitarra, alternando entre padrões rítmicos de boogie e solos. Originalmente um músico de jazz, Smith explicou: "Acho que peguei aquele [boogie-woogie] de 'Boogie Woogie', de Tommy Dorsey, porque eu não ouvia country nem blues, eu ouvia big band naquela época."
Smith gravou "Guitar Boogie" pela primeira vez em 1945 com o Rambler Trio, com Don Reno na guitarra base e Roy Lear no baixo. Há informações desencontradas sobre qual tipo de instrumento Smith usou para a gravação; várias fontes identificam-no como um violão e outras como uma guitarra elétrica. A gravadora Super Disc Records lançou a canção com o nome "the Rambler Trio featuring Arthur Smith" para o grupo. Regionalmente, "Guitar Boogie" saiu-se bem, em parte graças às participações de Smith em programas populares de rádio, como o Carolina Hayride da estação WBT, na Carolina do Norte.
Em outubro de 1948, a MGM Records (que havia comprado tanto a Super Disc quanto o contrato de Smith) re-lançaram a canção, renomeando o grupo para "Arthur (Guitar Boogie) Smith and His Cracker-Jacks". Em 1949, "Guiat Boogie" havia atingido a oitava posição depois de passar sete semanas na parada Hot Country Songs e na vigésima quinta posição na Billboard Hot 100, tornando-a "a primeira música instrumental de guitarra a subir nas paradas de música country [e, depois], subir nas paradas de música popular". Um dos primeiros exemplos populares de hillbilly boogie, a música é um elo entre o western swing e o honky-tonk dos anos 1940 e o rockabilly dos anos 1950.

## Guitar Boogie Shuffle
No anos 1950, foram gravadas versões rock and roll de "Guitar Boogie", geralmente intituladas "Guitar Boogie Shuffle" (mas creditadas a Arthur Smith). O crítico Bruce Eder, do AllMusic, descreve estas versões como tendo "novas ênfases e uma batida que tiraram-na do country boogie e do western swing". Em 1953, uma versão da banda The Super-Sonics foi intitulada "New Guitar Boogie Shuffle" e outra versão, do grupo Esquire Boys, com Danny Cedrone na guitarra, foi intitulada "Guitar Boogie Shuffle". Em 1958, a banda Frank virtue and the Virtues gravou a canção como "Guitar Boogie Shuffle". Em 1959, o single dos Virtues chegou à quinta posição na Billboard Hot 100 e na vigésima sétima posição na parada R&B/Hip-Hop Songs da Billboard, o que Eder chama de "uma das canções instrumentais mais populares e influentes de sua era". Também em 1959, uma versão de "Guitar Boogie Shuffle" de Bert Weedon, tendo "Bert's Boogie" como lado B, atingiu a décima posição nas paradas do Reino Unido. Em 1962, uma versão de "Guitar Boogie Shuffle" (intitulada simplesmente "Guitar Boogie"), do músico neozelandês Peter Posa, tornou-se um sucesso em seu país de origem. Dez anos depois, uma versão apareceu no álbum Rock & Roll Forever (1972) do grupo The Ventures com a participação de Harvey Mandel na guitarra principal.

## Outras gravações
Vários guitarristas interpretaram e gravaram "Guitar Boogie". Entre as primeiras versões da música, estão a do Les Paul Trio (1947) e a de Alvino Rey (1946 e 1948).